# قائمة الكلمات اللاتينية والإغريقية المستخدمة في الأسماء المنهجية
تهدف قائمة الكلمات اللاتينية والإغريقية المستخدمة في الأسماء المنهجية أو العلمية استخداماً واسعاً إلى مساعدة أولئك الذين ليسوا على دراية باللغات القديمة على فهم وتذكر الأسماء العلمية للكائنات الحية. التسمية الثنائية المستخدمة للحيوانات والنباتات مشتقة إلى حد كبير من الكلمات اللاتينية الإغريقية، وكذلك بعض الأسماء المستخدمة في الأصنوفات العليا، مثل الرتب وما علاها. في الوقت الذي نشر فيه عالم الأحياء كارل لينيوس (1707-1778) الكتب التي قُبِلت هذه الأيام كنقطة انطلاق للتسميات الثنائية، كانت اللاتينية تستخدم في أوروبا الغربية لغةً مشتركة للعلوم، وكانت الأسماء العلمية باللاتينية أو الإغريقية. فواصل لينيوس هذه الممارسة.
تهدف هذه المقالة العربية إلى إيجاد مقابل عربي فصيح لكل من الأسماء اللاتينية المستخدمة. وستسعى لإيجاد مرادف من كلمة واحدة بليغة تحمل بين حروفها جلُّ المعنى التي تحمله مقابلتها. ستُملأ الجداول تباعاً.